# Vidaluz Meneses
Vidaluz Meneses Robleto (28 tháng 5 năm 1944 - 27 tháng 7 năm 2016) là một thủ thư thư viện Nicaragua, nhà thơ, hiệu trưởng và nhà hoạt động xã hội.

## Tiểu sử
Vidaluz Meneses Robleto là con gái của Vida Robleto Valle và Tướng Edmundo Meneses Cantarero. Bà đã tham dự Colegio La Asunción (es) để học Tú tài, và gia nhập Mặt trận Giải phóng Quốc gia Sandinista vào năm 1977. Bà đã tốt nghiệp cử nhân ngành khoa học thư viện tại Đại học Trung Mỹ và trở thành Hiệu trưởng Khoa Nghệ thuật và Thư. Bà là đồng sáng lập của Hiệp hội các nhà văn Nicaragua (ANIDE) và là chủ tịch đầu tiên của nó. Bà cũng chủ trì hội đồng quản trị của mình tại các thời điểm khác nhau, cuối cùng từ năm 2007 đến 2009. Bà là giám đốc của chương Nicaragua của International PEN. Cùng với Gioconda Belli và Michele Najlis, Meneses được coi là một trong những nhà thơ Nicaragua nổi tiếng nhất của thập niên 1970.
Năm 2013, bà đoạt giải Latino Book Award cho cuốn sách thơ song ngữ Flame in the Air (Llama guardada), và năm 2014 bà nhận được Huân chương Chevalier của Bắc Đẩu Bội tinh của Pháp vì những đóng góp cho nghệ thuật và thư từ.  Tác phẩm của bà, được dịch sang sáu thứ tiếng, cũng bao gồm các tác phẩm của Llama en el Aire - Antología poética 1974 al 1990 (1991), Literatura para niños en Nicaragua (1995), sách thơ Todo es igual y distinto (2004), và tuyển tập Sonreír cuando los ojos están serios và La lucha es el má alto de los cantos, cả năm 2006.
Vidaluz Meneses Robleto qua đời vào ngày 27 tháng 7 năm 2016 ở tuổi 72.

## Sách
- 1974 – Llama guardada
- 1982 – El Aire que me llama
- 1991 – Llama en el Aire – Antología poética 1974 al 1990
- 1995 – Literatura para niños en Nicaragua
- 2005 – Todo es igual y distinto
- 2006 – Sonreír cuando los ojos están serios
- 2006 – La lucha es el más alto de los cantos
- 2013 – Flame in the Air (Llama guardada)[1]

## Giải thưởng
- 2013 – International Latino Book Award
- 2014 –  Chevalier của Bắc Đẩu Bội tinh